# Goba
Goba är en ort i Etiopien.   Den ligger i regionen Oromia, i den centrala delen av landet, 260 km sydost om huvudstaden Addis Abeba. Goba ligger 2 682 meter över havet och antalet invånare är 34 369.
Terrängen runt Goba är kuperad åt sydväst, men åt nordost är den platt. Runt Goba är det ganska glesbefolkat, med 47 invånare per kvadratkilometer. Det finns inga andra samhällen i närheten. I omgivningarna runt Goba växer huvudsakligen savannskog.